# Syjamozaur
Syjamozaur (Siamosaurus – syjamski jaszczur) – rodzaj słabo znanego teropoda należący prawdopodobnie do rodziny spinozaurów (Spinosauridae).
Żył we wczesnej kredzie na terenach współczesnej Azji. Jego szczątki odkryto w Tajlandii. Został opisany na podstawie paru zębów, przez co bardzo trudno ustalić jego właściwe rozmiary. Przypuszcza się jednak, że mógł mieć około 9 m długości.